# Pala (Ciad)

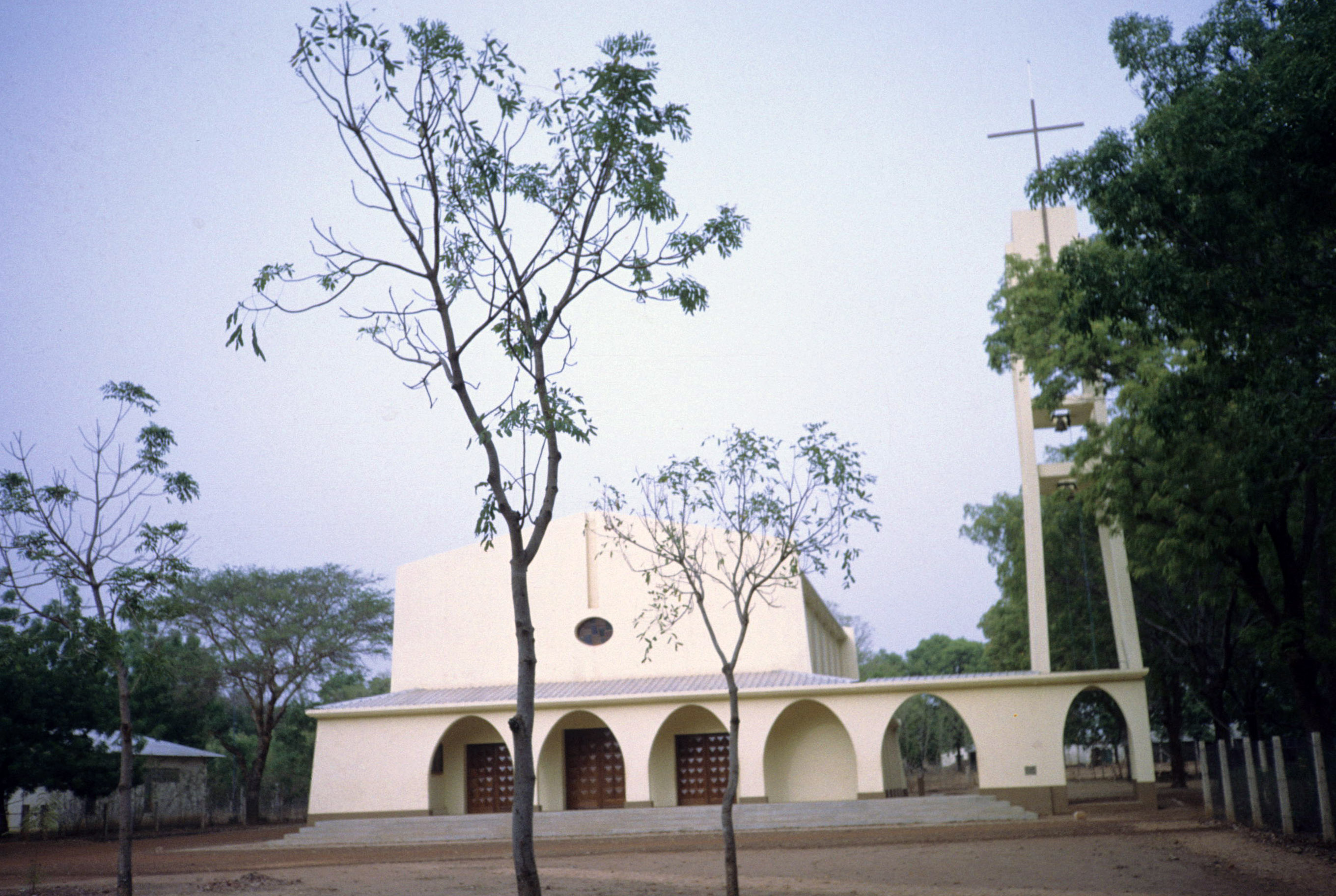
Cattedrale di Pala.

Pala (in arabo بالا) è una città e comune  del Ciad meridionale, settima del paese per numero di abitanti (26.100 al censimento del 1993 e 38.957 nel 2010).
Pala è il capoluogo della provincia di Mayo-Kebbi Ovest e del proprio dipartimento, e sede della diocesi di Pala.

## Economia
- La regione di Pala è una zona di grande produzione di cotone e dispone di uno stabilimento tra i più moderni della ‘'Société Cotonnière du Tchad (COTONTCHAD)'’;
- Un giacimento d'oro in preparazione allo sfruttamento a Gambocké;
- Ferro a Goueye-goudoum ;
- Oro a Massounebare ;

## Educazione
- Liceo Brahim Seïd (pubblico)

## Principali gruppi etnici
- Musey
- Massa